# Wegscheid
Wegscheid är en köping (Markt) i Landkreis Passau i Regierungsbezirk Niederbayern i förbundslandet Bayern i Tyskland.  Wegscheid, som inbegriper 84 Ortsteile, har cirka 6 000 invånare.